# De onthoofding van Johannes de Doper (Caravaggio)

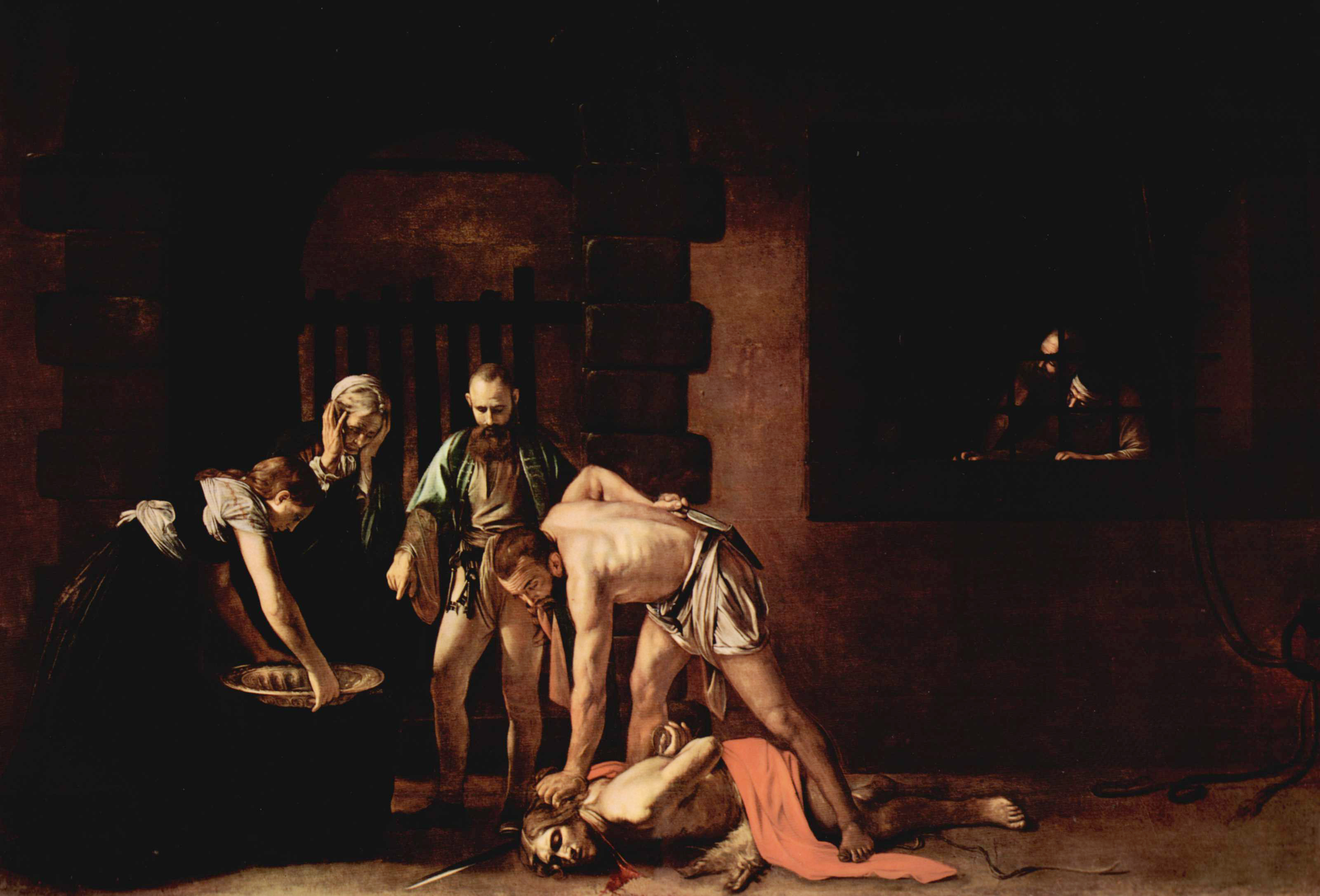
De onthoofding van Johannes de Doper van Caravaggio (1608)

De onthoofding van Johannes de Doper (Italiaans: Decollazione di San Giovanni Battista) is een olieverfschilderij van de Italiaanse barokschilder Caravaggio. Het schilderij, in 1608 voltooid, wordt door veel kunstkenners als zijn belangrijkste werk beschouwd.
Het altaarstuk toont een bekend Bijbels thema: de onthoofding van Johannes de Doper op bevel van Herodes Antipas. We zien Johannes de Doper, vlak nadat hij door een beul is onthoofd. De beul pakt een dolk om de taak te volbrengen. Salomé staat klaar met een schaal om het hoofd in op te vangen. Haar oudere dienstmaagd kijkt vol afschuw toe. De gevangenisbewaarder wijst naar de schaal en draagt de beul op om het hoofd erin te leggen. Twee gevangenen kijken toe vanachter een raam.
Caravaggio schilderde het werk speciaal voor het Oratorium van de Sint-Janscokathedraal (St. John's Co-Cathedral) in Valletta, de hoofdstad van Malta. De schilder vluchtte naar Malta kort nadat hij in 1606 een moord pleegde. Caravaggio werd opgenomen als ridder in de Maltezer Orde en schilderde meerdere werken voor de kathedraal van de orde, waaronder De onthoofding van Johannes de Doper. Johannes de Doper was immers de beschermheilige van de Maltezer Orde en de kathedraal van de orde was aan hem gewijd. Grootmeester Alof de Wignacourt van de Maltezer Orde zou zo gelukkig met het schilderij zijn geweest dat hij Caravaggio als dank een gouden ketting, twee slaven en andere geschenken gaf.
De onthoofding van Johannes de Doper is een bekend voorbeeld van chiaroscuro (dramatische licht- en schaduweffecten). Caravaggio's gebruik van deze techniek was van grote invloed op latere schilders als Rembrandt en Rubens. In het schilderij speelt Caravaggio met schaduw, halfschaduw en subtiele lichteffecten. Al het licht lijkt zich te concentreren op de net gedode Johannes de Doper.
Met een omvang van 361 × 520 cm is dit het grootste doek van Caravaggio. Het is zo groot dat het niet naar Londen vervoerd kon worden voor de overzichtstentoonstelling Caravaggio, The Final Years in de National Gallery in 2005. Het schilderij is ook het enige werk van Caravaggio dat door hem werd gesigneerd. Hij schreef f michela in het bloed van Johannes de Doper. De handtekening werd ontdekt toen het schilderij in de jaren 1990 werd gerestaureerd in Rome.
Caravaggio schilderde niet veel later een tweede werk rond hetzelfde thema, Salomé met het hoofd van Johannes de Doper (ca. 1609), dat hij naar Grootmeester Alof de Wignacourt stuurde nadat hij uit de orde was verwijderd, in de hoop weer opgenomen te worden.
De zieke Bacchus (ca. 1594) · Jongen met een fruitmand (ca. 1593-95) · Een jongen gebeten door een hagedis (1595-96) · Medusa Murtola (ca. 1595) · Bacchus (ca. 1596) · Medusa (ca. 1597) · Judith onthoofdt Holofernes (1598-99) · Narcissus (1598-99) · De roeping van Matteüs (1599-1600) · Het martelaarschap van Matteüs (1600) · Avondmaal in Emmaüs (versie in Londen) (1601-02) · Amor vincit omnia (1601-02) · Johannes de Doper (versie in de Capitolijnse Musea) (1602) · Matteüs en de engel (1602) · De gevangenneming van Christus (ca. 1602) · De Graflegging (ca. 1603–1604) · Rozenkransmadonna (ca. 1604–1605) · Madonna di Loreto (1604-06) · Madonna van de palfreniers (1605-06) · De heilige Hiëronymus (1605-06) · Avondmaal in Emmaüs (versie in Milaan) (1606) · Zeven werken van barmhartigheid (1607) · De onthoofding van Johannes de Doper (1608) · De begrafenis van de heilige Lucia (1608) · De aankondiging (1608-1610) · Geboorte van Christus met de heiligen Laurentius en Franciscus van Assisi (1609) · Aanbidding der herders (1609) · David met het hoofd van Goliath (versie in Rome) (1609-10)